# Trystorps slott
Trystorps slott är en herrgård på 687 hektar i Lekebergs kommun, Närke.
Trystorps huvudbyggnad fick sin andra våning under 1800-talets första hälft och det nuvarande utseendet tillkom 1898-99 efter ritningar av arkitekten Lars Israel Wahlman. Naturreservatet Trystorps ekäng söder om slottet är artrikt och har många gamla bevarade ekar.
Kung Karl IX var under en tid en ofta återkommande gäst på slottet.
Förutom huvudbyggnaden omfattar fastigheten flera byggnader från 1800-talet och 1900-talets början, bland annat tjänstebostäder, ett tidigare mejeri, ett stort magasin, växthus och ekonomibyggnader av olika slag.

## Historik
Trystorp bildades 1495 av biskop Kort Rogge i Strängnäs som köpte tre torp (Try Torp) vid Logsjön i Tångeråsa socken och lade dem under Riseberga kloster. Den livländske adelsmannen Henrik Falkenberg fick Trystorp i förläning. Det var i släkten Falkenbergs ägo mellan 1603 och 1816. År 1816 såldes godset till boktryckare Nils Magnus Lindh i Örebro. Under hans tid byggdes huvudbyggnaden till med en våning. Dessutom rev man de ursprungliga flyglarna. Lindhs arvingar sålde godset 1868 till grosshandlare Julius Lindström från Göteborg, som anlade en konstgjord damm öster om slottet.
I Vibyboken skriver man "Det berättas att han en gång råkade foga till en nolla för mycket på en tobakrekvisition. Han fick sålunda hem ett jätteparti med tobak. Men omedelbart efter detta blev det prisstegring på tobaksvaror, så förtjänsten blev god tack vare nollan. Så Lindström tyckte att han kunde ha råd att bygga en damm!"
När Julius son Albert ägde Trystorp blev godset känt för sin hästavel. Huvudbyggnaden restaurerades samt man byggde ett stort spannmålsförråd tätt intill vägen. Godset såldes från familjen Lindström år 1903.
Från 1914 bodde den norske greven Christopher de Paus på godset. De Paus hade Nordens största samling av grekisk och romersk konst. Han lät även restaurera huvudbyggnaden invändigt, mest för att konsten skulle komma till sin rätt. Godset såldes återigen 1918. Under fyra år hyrdes slottet av Kurt Haijby som där skulle bedriva pensionatsrörelse. 
1937 förvärvades Trystorp av Astrid Ziebach de Jonquiéres. Egendomen ägdes från 2010 av Johan Wiberg.

2025 är ägare av Trystorp Roger Akelius

## Bildgalleri

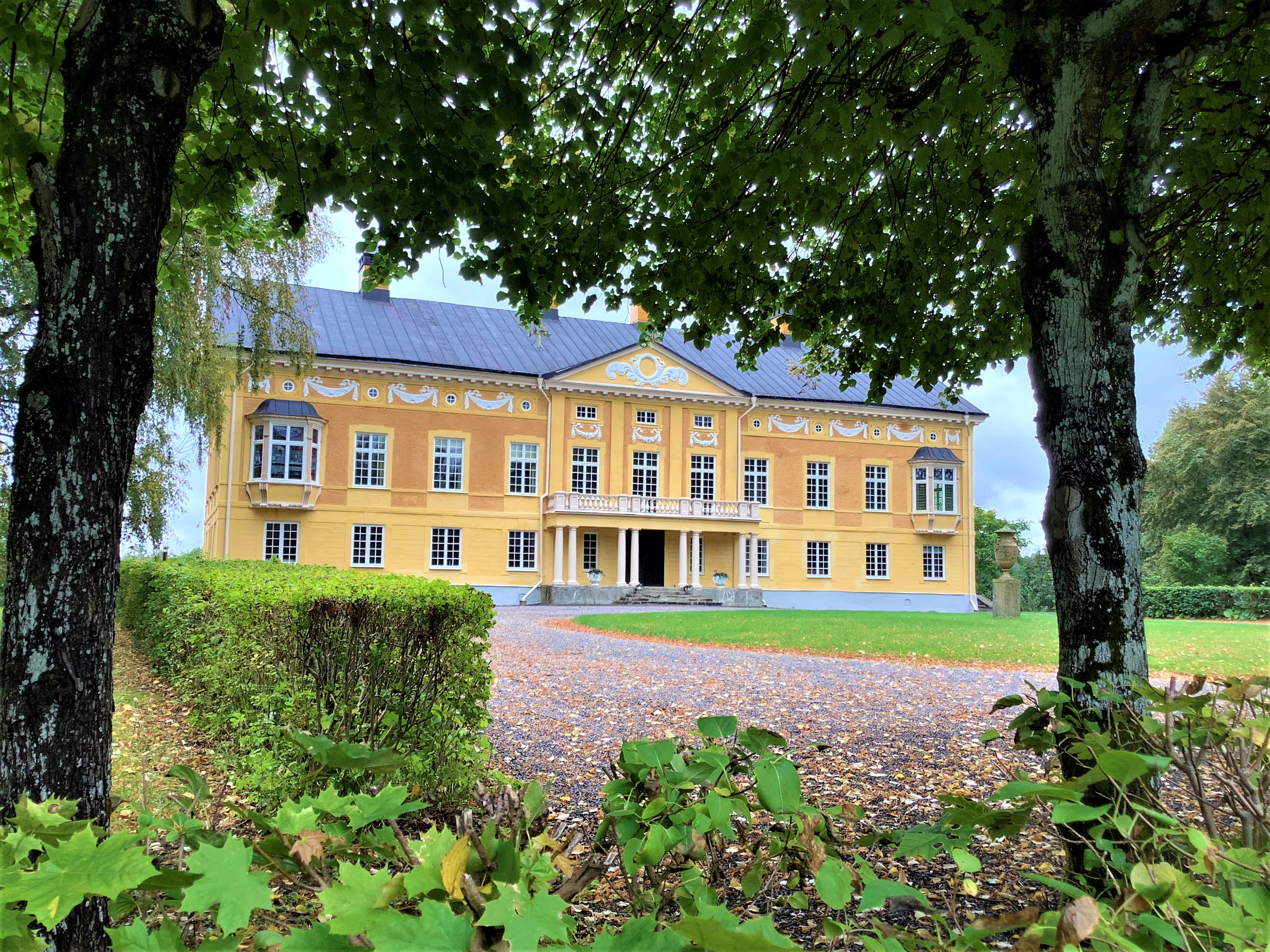
Trystorp
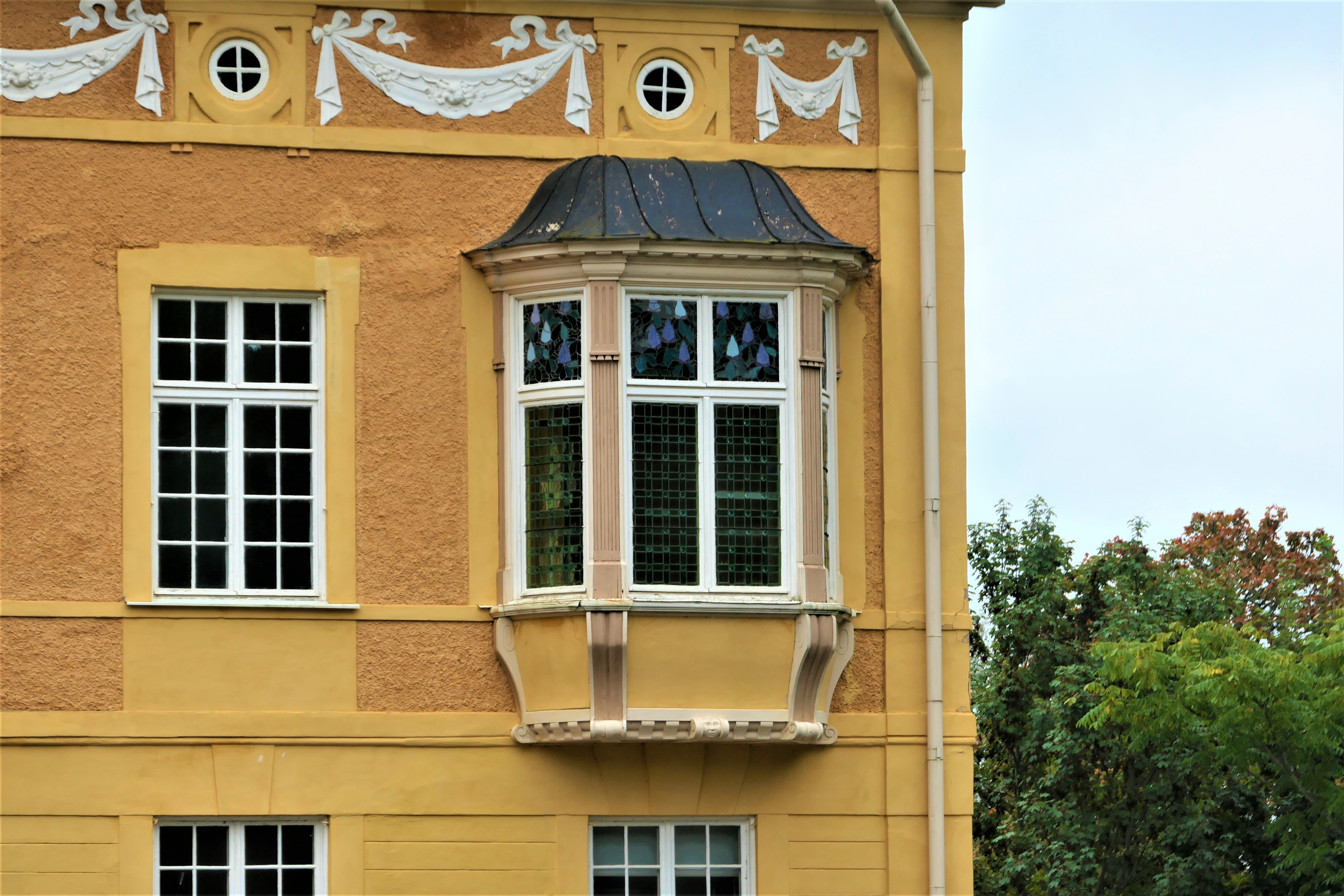
Fasaddetalj